# Zahr al-Bustan fi Dawlat Bani Ziyan
Zahr al-Bustan fi Dawlat Bani Ziyan ou la Fleur du Jardin dans le Royaume des Ziandes (en arabe : زهر البستان في دولة بني زيان) est un livre d'histoire arabe d'un auteur inconnu, datant du XIVe siècle (le VIIe siècle de l'Hégire), qui documente les événements concernant le sultanat Ziande (royaume de Tlemcen) dans le Maghreb central, ainsi que sa relation avec les royaumes voisins du Maghreb et d'Al Andalus, en particulier durant la période de règne du sultan Abou Hammou Moussa II entre 1359 et 1389 (738-768 H). Le livre est composé de trois volumes (parties), mais seule la deuxième partie est disponible, tandis que la première et la troisième parties sont toujours considérées comme perdues à ce jour. L'unique copie survivante du manuscrit du deuxième volume de ce livre, datant de 1819 (1235 H), est conservée à la bibliothèque John Rylands à Manchester, en Angleterre.
Le premier à avoir fait la promotion de l'existence de ce manuscrit, est le chercheur algérien spécialisé en histoire islamique, Mahmoud Agha Bouayad, en 1973, à travers un article publié dans la revue arabe At-Thaqafa (la Culture). Depuis lors, ce manuscrit a été révisé, annoté et son texte intégral publié à plusieurs reprises sous forme d'ouvrage.
Il est supposé que l'auteur de ce livre était l'historien du sultan zianide, avant la nomination de Yahya Ibn Khaldoun. Bouyad estime que cette deuxième partie du livre a été écrit entre 1362 et 1368 (764-769 H).
Ce livre, aux côtés d'autres ouvrages comme Bughiyat al-Ruwad fi Dhikr Moulouk min Bani Abd El-Oued de Yahya Ibn Khaldun, Kitab al-Ibar wa Diwan al-Mubtada' wa al-Khabar de son frère Abdourrahman Ibn Khaldoun, et Nadm al-Dur wa al-Aqiyan fi Bayan Sharaf Banu Ziyan de Al-Tanasi, est l'une des sources principales qui a documenté l'histoire du Sultanat Zianide et de la région du Maghreb central.
L'ouvrage se distingue par sa documentation d'événements politiques, sociaux et culturels nombreux, ainsi que par l'enregistrement des œuvres littéraires telles que la poésie et la prose. Cependant, malgré son importance, le livre présente certains défauts, notamment l'exagération dans la glorification du sultan Abou Hammou Moussa II. Néanmoins, cet ouvrage demeure une source unique pour comprendre l'histoire du Sultanat et ses relations avec les royaumes voisins de cette époque.

## Manuscrit
Le premier à avoir fait la promotion de l'existance de ce manuscrit est le chercheur algérien Mahmoud Agha-Bouayad (premier directeur de la Bibliothèque nationale d'Algérie après l'indépendance du pays) en 1973, dans la revue Al-Thaqafa (la Culture), numéro 13. La revue a également indiqué dans les notes de bas de page que le chercheur Abdelhamid Hadjiat avait commencé à étudier le manuscrit à l'époque.
Il existe une seule copie de ce manuscrit, représentant le deuxième volume (partie) du livre, tandis que les premier et troisième volumes sont considérés comme perdus. La copie est conservée à la bibliothèque John Rylands à Manchester, en Angleterre, dans la catégorie des manuscrits arabes, sous l'identification Arabic ms. 283 [796]. Ce manuscrit a été offert à la bibliothèque en 1905 par David S. Garson, dont le nom apparaît sur une étiquette fixée à la première page du manuscrit. Avant qu'il ne devienne propriétaire, le manuscrit appartenait à John M. Duffield, dont le nom est signé à la page 1A. Le manuscrit mesure 300 × 210 millimètres et contient 94 pages, chaque page comportant 23 lignes. Les couvertures sont en cuir brun rouge, avec des décorations centrales de couleur verte. 
Le titre, tel qu'il est mentionné sur le colophon, est : Zahr al-Bustan fi Dawlat Bani Ziyan. L'université algérienne par la suite a obtenu une copie microfilmée de ce manuscrit.
Le manuscrit a été écrit dans une calligraphie maghrébine de qualité inférieure, avec beaucoup de lettres qui se sont effacées, et aussi avec des variations dans l'écriture de la hamza. On trouve également des ajouts entre [crochets], ajoutés par le copiste et non par l'auteur. Selon le chercheur Bouziani Al Daraji, le texte contient également quelques fautes d'orthographe.Et étant donné qu'il n'existe qu'une seule copie, l'étude du texte et la vérification des noms de lieux et des vers poétiques est complexes, ce qui nécessite la comparaison du texte avec d'autres livres dans le même domaine, car il s'agit de la seule version disponible.

## Auteur et date de rédaction

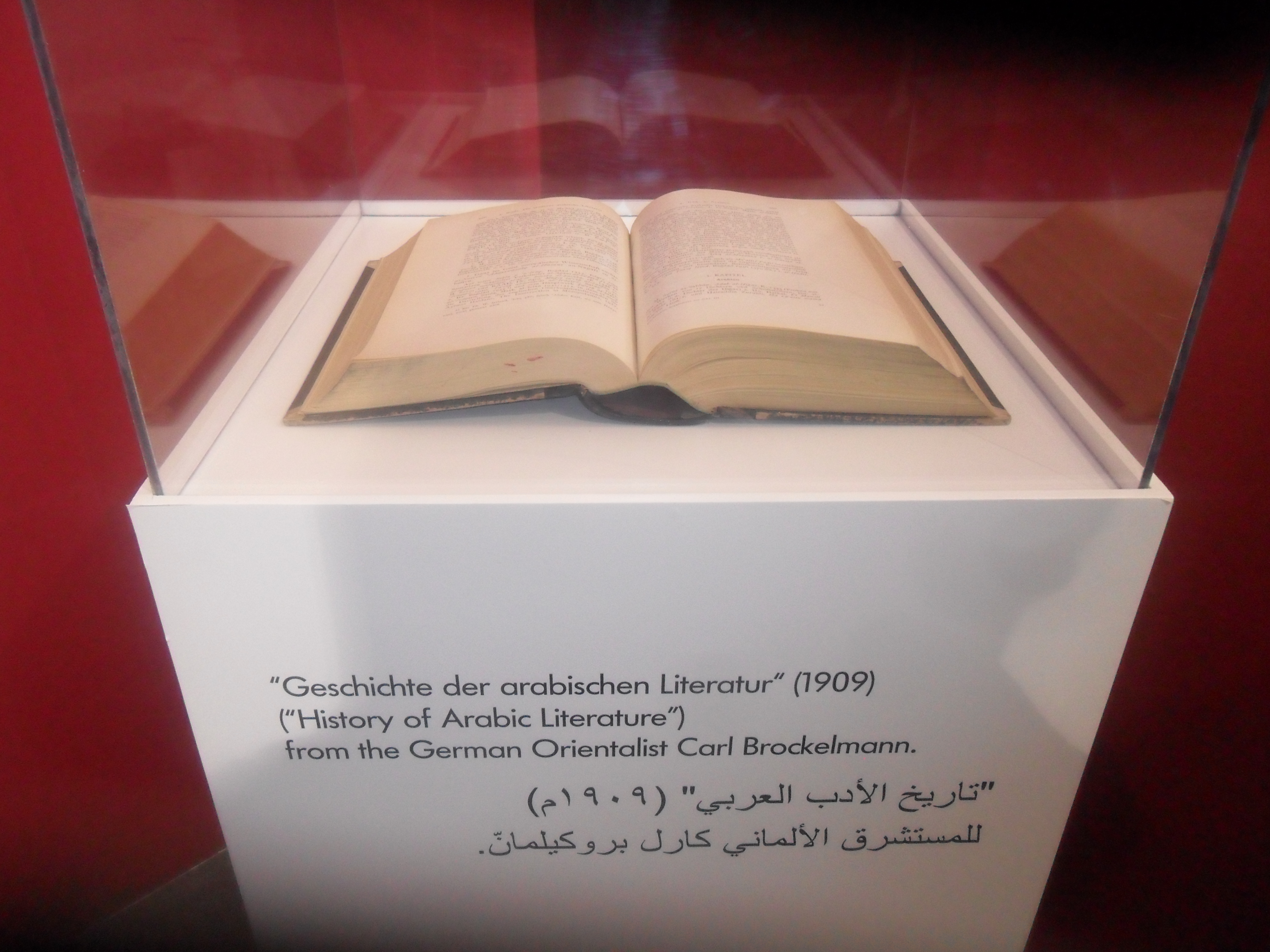
Livre Histoire de la littérature arabe exposé en Arabie saoudite, œuvre majeure de l'orientaliste Carl Brockelmann.

L'auteur réel du livre reste inconnu jusqu'à aujourd'hui, et ce livre n'a été mentionné par aucun des auteurs anciens, sauf par Al-Tanasi dans son ouvrage Nazm al-Durr. La date exacte de rédaction du manuscrit n'est pas précisée. L'orientaliste allemand Carl Brockelmann a mentionné dans son ouvrage Histoire de la littérature arabe que le manuscrit date de l'année 1235 (732 H), mais Mahmoud Agha Bouayad estime que cette information est incorrecte. Selon lui, Brockelmann a fait plusieurs erreurs en copiyant la personne qui avait préparé la fiche du manuscrit à la bibliothèque John Rylands. Bouayad a critiqué cette date, en affirmant qu'Abou Hammou Moussa II était au pouvoir entre 1359-1389 (760 H-791 H), et que le livre est mentionné dans Nadm al-Dur de Al-Tanasi, achevé en 1462 (868 H), ce qui signifie que la date du manuscrit ne peut être antérieure au règne du sultan ni postérieure à la rédaction de l'ouvrage d'Al-Tansi. Brockelmann a également commis une autre erreur en attribuant le travail au copiste, pensant que le nom à la fin du manuscrit était celui de l'auteur original, alors que le texte indique clairement qu'il s'agissait du nom du copiste.
Tandis que le catalogueur du manuscrit a commis une erreur en écrivant le nom du copiste de manière incorrecte, Mahmoud Bouyad a souligné que cette transcription était erronée, expliquant que le nom exacte du copiste est : Al-Ḥabib ibn Yakhlef ibn Jalloul ibn Al-Eid Al-Faradi, provenant de la famille des Faradi à Mascara (dans l'ouest de l'Algérie), une famille connue pour sa connaissance et son savoir. Ce copiste a terminé la transcription du manuscrit le vendredi 15 Muḥarram 1235 H (2 février 1819), pour une personne nommée Mousslim ibn Abdelkader Khouja, et « pour quiconque Allah le souhaite après lui, en cadeau ou en vente ».
Selon l'estimation de Bouayad, ce deuxième volume du livre a été rédigé sûrement pendant le règne d'Abou Hamou Moussa II, en raison des nombreuses références à lui dans le manuscrit, où il est désigné comme Mawlana (« notre seigneur ») et son ministre Abdoullah ibn Mouslim comme al-Mu‘azzam (« l'honorable, le plus estimé »), ce qui indique que le ministre était encore en vie à cette époque. D'après lui, la rédaction du livre aurait eu lieu entre 1362 et 1368 (1764-769 H).
Le livre est divisé en trois volumes, l'existance du premier étant mentionné au début du deuxième volume, et le troisième à la fin du texte final. À travers la narration des événements, il est supposé que l'auteur du manuscrit était l'historien de la cour du sultan zianide, avant la nomination de Yahya ibn Khaldoun, où il est fait mention de l'arrivée de ce dernier à Tlemcen en tant qu'ambassadeur du prince de hafside Béjaïa, Abou Abdoullah al-Hafsi. Selma Kasbadji suggère que, d’après les dialogues rapportés dans le livre concernant le palais mérinide et les détails sur les sièges, il est plausible que l’auteur ait été un ancien fonctionnaire mérinide qui a ensuite rejoint la cour d'Abou Hammou Moussa II. Il pourrait également avoir fait partie de l'entourage de ‘Abd Allah Ben Muslim al-Zardali, qui devint vizir d'Abou Hammou Moussa II en septembre 1359 (760 H).
Les chercheurs ont tenté de deviner le contenu des premier et troisième volumes perdus, et les hypothèses proposées sont les suivantes :
- premier volume (Sifr al-Awwal) : l’auteur aurait pu documenter les origines du sultanat Zianide (royaume de Tlemcen), sa fondation et ses sultans, comme le suggèrent les premières lignes du deuxième volume : « … Sachez que dans le premier volume, nous avons conclu avec la mort du Mawlā Abou Sa‘īd, et après ce que Dieu a voulu… » ;
- deuxième volume (Sifr al-Thānī) : cette section, retrouvée dans le manuscrit , se concentre principalement sur le sultanat Zianide sous le règne du sultan Abou Ḥammou II ;
- troisième volume (Sifr al-Thālith) : le contenu de ce volume reste incertain, mais il est possible que l’auteur ait poursuivi la chronique du règne du sultan jusqu’à ses derniers jours.

## Importance du livre

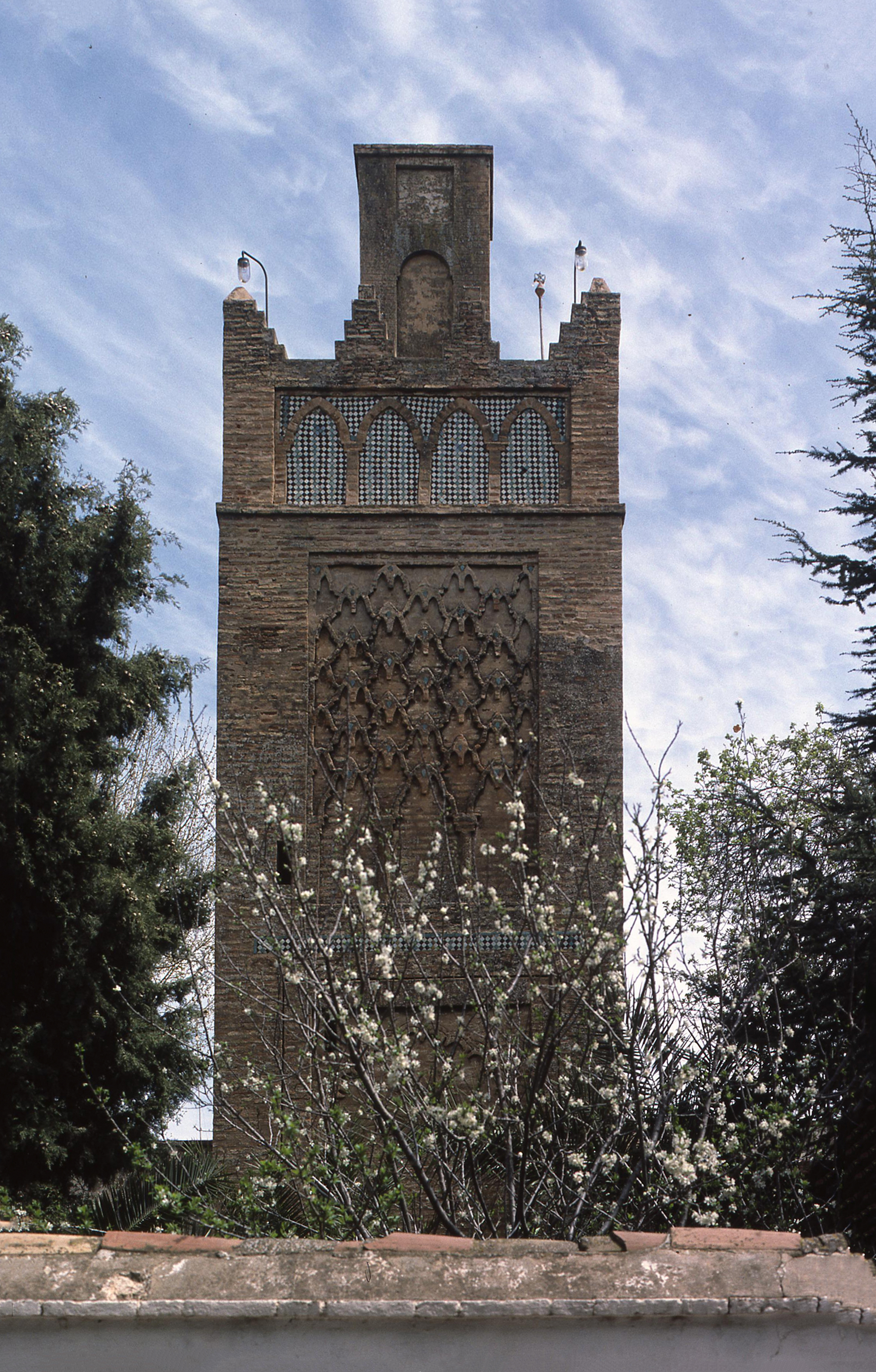
Minaret de la mosquée de Sidi Brahim El Masmoudi à Tlemcen, érigé par l'ordre du sultan Abou Hammou Moussa II. Fond d'André Raymond, vers 1980.

Le manuscrit documente l’histoire des royaumes du Maghreb et d'Al Andalus, en particulier le sultanat zianide (royaume de Tlemcen) sous le règne du sultan Abou Hammou Moussa II, durant une période dite prospérité. Il aborde les aspects politiques, sociaux et culturels de cette époque, en mettant l’accent sur les relations entre les zianides et les royaumes voisins. Le manuscrit donne également des informations sur les tribus du Maghreb central. De plus, il décrit les célébrations et les rituels religieux qui se déroulaient à la cour du sultan. Il inclut également des exemples de production littéraire, tant en poésie qu’en prose.
L'importance du deuxième volume du livre réside dans le fait qu'il documente des événements que l'historien sultan Yahya ibn Khaldoun n'a pas trop détaillé dans son ouvrage Boughiyat al-Rouwad fi Dhikr Moulouk Bani Abd al-Wad, renforçant ainsi sa valeur comme source historique pour cette période. Son importance est d’autant plus grande qu’il s’agit de la seule copie existante à ce jour, les deux autres volumes étant perdus. Bouayad estime que si les premier et troisième volumes n'avaient pas été perdus, cet ouvrage aurait été la principale référence historique sur le sultant.
Parmi les défauts attribués à l'auteur du texte, on relève une glorification excessive du sultan, avec une focalisation sur ses victoires et une absence de mention de ses défaites ou de tout ce qui pourrait lui nuire. Le chercheur Bouziani Al-Daraji considère que l'auteur du manuscrit est d'un niveau scientifique inférieur à celui de Yahya ibn Khaldoun, le qualifiant de « limité en matière de connaissance et pauvre en ressources », et critique également son style, qu’il considère proche de celui des narrateurs et non d'historiens.

## Édition
Le manuscrit Zahr al-Bustan fi Dawlat Bani Ziyan a été examiné et étudié, puis son texte a été publié à trois reprises, par des chercheurs dont deux de Tlemcen : Abdelhamid Hajiyat, Mohammed Ben Ahmed Baghli, et Bouziani Al-Daraji chercheur de Biskra. Les éditions ont été réalisées comme suit :
- Abdelhamid Hadjiat : la revue Al-Thaqafa, dans son numéro 13 de 1973, a indiqué que le chercheur était en train d'éditer et annoter le livre à ce moment-là[2]. Le texte du manuscrit a été publié dans une édition spéciale par la maison d'édition Alam al-Ma‘rifa en 2011, avec 188 pages et un supplément de poèmes, dont un poème de condoléances par le sultan Abou Hammou Mousa II après le décès de son père, Abou Ya‘qoub Yousuf[9] ;
- Bouziani Al-Daraji : le chercheur a réalisé un autre examen avec l’aide de son cousin Bouzian Al-Taher Younes, après avoir obtenu une copie numérisée du manuscrit d'Angleterre[5]. Le travail a été publié sur 399 pages en 2013, et il a inclus 1472 notes de bas de page, avec un minimum d'une note par page. À la fin du livre, deux annexes ont été ajoutées : la première sur le serment d'Abd al-Rahman I, et la seconde un poème long du médecin de Tlemcen Mohamed Ben Abi Jumaa al-Tilasi[8] ;
- Mohamed Ben Ahmed Baghli : après avoir obtenu une copie numérisée de l'université algérienne, le chercheur a étudié et analysé le texte du manuscrit lors des réunions scientifiques organisées dans la khoulwa (lieu d'isolement) de Mohamed ibn Youssef Sanoussi à Tlemcen. Le livre a été publié par Dar Al-Assala avec le soutien du Ministère de la Culture algérien, lors des événements de Tlemcen, capitale de la culture islamique, en 2011. Cette version comprenait un index des noms, des tribus, des lieux, ainsi que des poèmes et des poésies, avec trois annexes ajoutées des livres de Yahya et Abderhaman Ibn Khaldoun[1].